# Nissan Patrol
Nissan Patrol er en 3- og 5-dørs SUV fremstillet af den japanske producent Nissan Motor (oprindeligt af Datsun) siden 1951. Det er ikke blevet importeret til Europa siden 2009
Den fåes i 2.8 3.3 og 4.2 liters turbo diesel
| Stub | Spire Denne bilrelaterede artikel er en spire som bør udbygges. Du er velkommen til at hjælpe Wikipedia ved at udvide den. |